# Jakob Wortmann

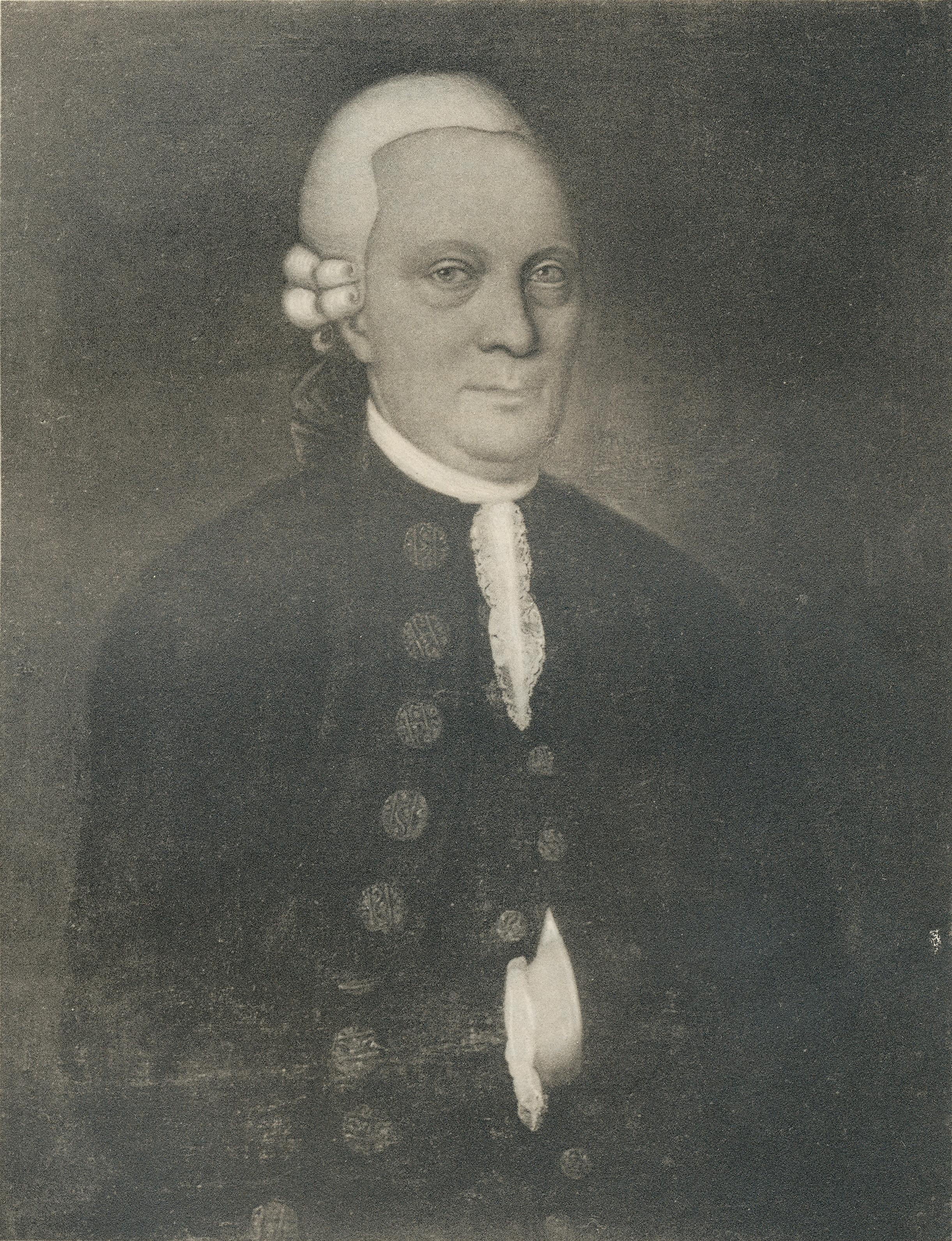
Jakob Wortmann

Jakob Wortmann (* 31. Januar 1732 in Elberfeld (heute Stadtteil von Wuppertal); † 18. März 1802 ebenda) war Bürgermeister in Elberfeld.
Wortmann wurde als Sohn des Kaufmanns und Ratsmitglied Wilhelm Wortmann (1681–1754) und dessen dritter Ehefrau Anna Maria Siebel (1701–1776), der Tochter des Anton Siebel, geboren. Er selbst heiratete am 14. Oktober 1762 Anna Philippina vom Scheidt (1730–1797), mit der er einen Sohn hatte. Dieser war Peter Jakob Wortmann und 1803 ebenfalls Bürgermeister in Elberfeld gewesen.
Wortmann war ebenfalls Kaufmann und 1765 erstmals Ratsmitglied. Im Jahr darauf nochmal und dann wieder von 1769 bis 1771. Im Jahr 1772 wurde er zum ersten und einzigen Mal zum Bürgermeister vorgeschlagen und auch gewählt. Nach der einjährigen Amtszeit wurde er 1773 Stadtrichter. Seit dem 11. Juli 1793 war er Schöffe am Stadtgericht und ab 1774 wieder, diesmal bis 1778, im Rat der Stadt.